# Mellicta orientalpicola
Mellicta orientalpicola är en fjärilsart som beskrevs av Ruggero Verity 1940. Mellicta orientalpicola ingår i släktet Mellicta och familjen praktfjärilar. Inga underarter finns listade i Catalogue of Life.